# Kobołczyn
Kobołczyn (ukr. Коболчин) – wieś na Ukrainie, w obwodzie czerniowieckim, w rejonie dniestrzańskim, w hromadzie Sokiriany. 
W 2001 liczyła 2355 mieszkańców, spośród których 2326 wskazało jako ojczysty język ukraiński, 17 rosyjski, 6 mołdawski, 2 białoruski, a 4 ormiański. W 2015 liczyła 2046 mieszkańców.